# Европа Екология Зелените
Вижте пояснителната страница за други значения на Зелените.
Европа Екология Зелените (на френски: Europe Écologie Les Verts) е лявоцентристка зелена политическа партия във Франция. Основана е през 2010 година със сливането на партията Зелените с няколко по-малки групи, обединени през 2009 година в коалицията Европа Екология.
След президентските избори през 2012 година партията влиза в доминираното от Социалистическата партия правителство на Жан-Марк Еро, а на изборите през юни същата година получава 17 места в долната камара на парламента.